# Веремей, Иван Николаевич
Иван Николаевич Веремей (23 февраля 1915 года, с. Орловка, ныне Куликовский район, Черниговская область — 15 апреля 1998 года, Киев) — советский военный деятель, генерал-майор танковых войск. Герой Советского Союза.

## Начальная биография
Согласно данным метрической книги Вознесенской церкви с. Орловка, Иван Николаевич Веремей родился 23 февраля (по ст.стилю) 1915 года в селе Орловка, ныне Куликовского района Черниговской области, в семье казака этого же села Николая Прохоровича Веремея.
После окончания неполной средней школы работал слесарем-кочегаром и мотористом на заводе «Серп и молот», а затем бортовым мастером и форсунщиком на стекольном заводе «Пионер» в поселке Мишеронский Шатурского района Московской области. Закончил фабрично-заводское училище при стекольном заводе. На заводе был избран секретарем комитета комсомола. В 1935 году родился сын — Веремей Борис Иванович. Затем был направлен работать секретарём Фировского райкома комсомола Калининской области.

## Военная служба

### Довоенное время
В 1937 году Веремей был призван в РККА.
Окончил военно-политическое училище в Калинине (ныне Тверь).
В 1939 году вступил в ряды ВКП(б).

### Великая Отечественная война
С началом Великой Отечественной войны Веремей был на фронте.
Гвардии подполковник Иван Николаевич Веремей отличился в ходе Висло-Одерской операции. 383-й гвардейский самоходно-артиллерийский полк (9-й механизированный корпус, 3-я гвардейская танковая армия) в ночь на 28 января 1945 года в районе города Миколув вступил в бой с 40 танками противника, из которых 8 подбил, а остальные отступили. За январь 1945 года полк под командованием Ивана Николаевича Веремея подбил 26 танков и самоходных орудий врага, уничтожил 17 полевых пушек, 4 миномётных батареи, 120 автомашин и бронетранспортёров, и много живой силы противника.
Указом Президиума Верховного Совета СССР от 10 апреля 1945 года за образцовое выполнение боевых заданий командования на фронте борьбы с немецко-фашистскими захватчиками и проявленные при этом мужество и героизм, гвардии подполковнику Ивану Николаевичу Веремею присвоено звание Героя Советского Союза с вручением ордена Ленина и медали «Золотая Звезда» (№ 6544).

### Послевоенная карьера
В 1953 году окончил Высшую военную академию имени К. Е. Ворошилова. С апреля 1961 по август 1963 года служил помощником командующего по боевой подготовке — начальником отдела боевой подготовки 8-й танковой армии Прикарпатского военного округа.

В 1963 году генерал-майор танковых войск Иван Николаевич Веремей вышел в запас, после чего жил в Киеве и работал старшим инженером одного из заводов. Умер 15 апреля 1998 года. Похоронен в родном селе Орловка.

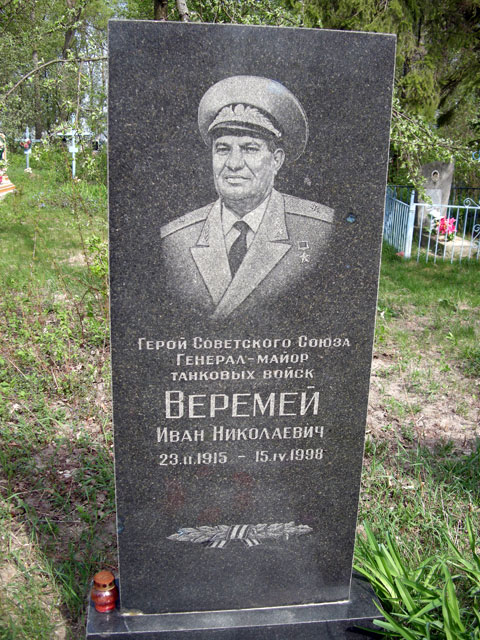
могила в родном селе Орловка

## Награды
- Медаль «Золотая Звезда» (10.04.1945);
- Орден Ленина (10.04.1945);
- Два Ордена Красного Знамени (01.09.1944, 1956);
- Два ордена Отечественной войны 1-й степени (06.10.1943, 11.03.1985);
- Два ордена Красной Звезды (22.01.1942, 1951);
- Медали;
- Иностранные ордена.

## Память
- Мемориальная доска в Москве на доме, в котором он жил (Новослободская ул., 54-56)
- Мемориальная доска в селе Орловка на здании школы, в которой он учился
- Памятная стела с именем Героя установлена на Аллее Героев в городе Шатура Московской области
- Звание «Почётный гражданин города Щёкино» (присвоено 8.12.1971)
- Звание «Почетный гражданин Шатурского района» (присвоено посмертно в 2003 г.)[1].